# 安东宁·亚瑙谢克

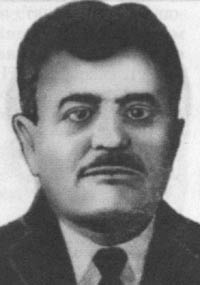
安东宁·亚瑙谢克

安东宁·亚瑙谢克（1877年8月22日—1941年3月30日），捷克记者、共产主义政治人物。最初为发动机装配工，1895年成为社会民主党成员。1906年，他成为奥匈帝国工人新闻工作者和工人协会的工作人员。1919年，他领导匈牙利共产党中央委员会的捷克和斯洛伐克支部。1919年6月20日至7月7日期间，他是短暂成立的斯洛伐克苏维埃共和国”革命委员会主席”。 1920年，他在匈牙利的霍尔蒂政权下被判刑，然后交付捷克斯洛伐克当局。1922年，他移居苏联，成为国际工人救济会的工作人员。他在楚瓦什切博克萨雷定居。